# Heterochondria longicephala
Heterochondria longicephala is een eenoogkreeftjessoort uit de familie van de Chondracanthidae. De wetenschappelijke naam van de soort is voor het eerst geldig gepubliceerd in 1932 door Yü & Wu.